# كلة سر (نمين)
كلة سر هي قرية في مقاطعة نمين، إيران. عدد سكان هذه القرية هو 1,176 في سنة 2006.